# پارسیا
پارِسیا (به یونانی: παρρησία، به انگلیسی: Parrhesia) در علم بلاغت، وجهی از گفتار است که تحت عنوان «رک‌گویی یا طلب بخشش برای چنین‌گونه صحبت کردن» تعریف می‌گردد.
به باور میشل فوکو این واژه در زبان یونان باستان سه وجه متفاوت داشته‌است. پارسیا در نقش اسم به‌معنای «آزادی بیان» است. پارسیوزومای در نقش فعل به‌معنای «استفاده کردن از پارسیا» است. همچنین پارسیاستس به‌معنای شخصی است که از پارسیا استفاده می‌کند؛ برای مثال «کسی که حقیقت معطوف به قدرت را بیان می‌کند».